# Horusice
Horusice (německy Horusitz) jsou vesnice, část města Veselí nad Lužnicí v okrese Tábor v Jihočeském kraji. Nachází se asi tři kilometry jihozápadně od Veselí nad Lužnicí. Prochází tudy železniční trať Praha – České Budějovice a v blízkosti vesnice také prochází dálnice D3. Je zde evidováno 92 adres. V roce 2011 zde trvale žilo 162 obyvatel.
Horusice jsou také název katastrálního území o rozloze 12,91 km².

## Historie
Okolí Horusic bylo osídleno již v pravěku. Při stavbě dálnice D3 zde bylo objeveno neolitické sídliště ze 6. tisíciletí před naším letopočtem. První písemná zmínka o vesnici pochází z roku 1294.

## Přírodní poměry
Jihozápadně od vesnice leží Horusický rybník, na jehož břehu se nachází přírodní rezervace Horusická blata a národní přírodní památka Ruda.

## Obyvatelstvo
| Rok            | 1869 | 1880 | 1890 | 1900 | 1910 | 1921 | 1930 | 1950 | 1961 | 1970 | 1980 | 1991 | 2001 | 2011 | 2021 |
| -------------- | ---- | ---- | ---- | ---- | ---- | ---- | ---- | ---- | ---- | ---- | ---- | ---- | ---- | ---- | ---- |
| Počet obyvatel | 347  | 377  | 423  | 363  | 376  | 403  | 340  | 273  | 258  | 228  | 194  | 170  | 171  | 162  | 187  |
| Počet domů     | 49   | 51   | 56   | 57   | 61   | 63   | 68   | 73   | 70   | 68   | 63   | 79   | 83   | 91   | 89   |

## Obecní správa
Při sčítání lidu v letech 1850–1980 Horusice byly samostatnou obcí, se kterým patřily nejprve do okresu Třeboň, ale v roce 1950 v okrese Soběslav a od roku 1960 v okrese Tábor. Od 1. července 1980 jsou částí města Veselí nad Lužnicí v okrese Tábor.

## Pamětihodnosti
- Kaple s křížem na návsi
- Výklenková kaplička se nachází východně od obce u silnice na Třeboň
- Silniční most č. 24-002 překlenuje Zlatou stoku u Horusického rybníka.
- Venkovské usedlosti čp. 7, 11–13, 16, 18, 19, 21 a 22 stojí u rybníka, jsou postaveny ve stylu selského baroku typického pro oblast Pšeničných blat.[11]
- Hasičská zbrojnice – jihozápadní část usedlosti čp. 37[12]

## Galerie

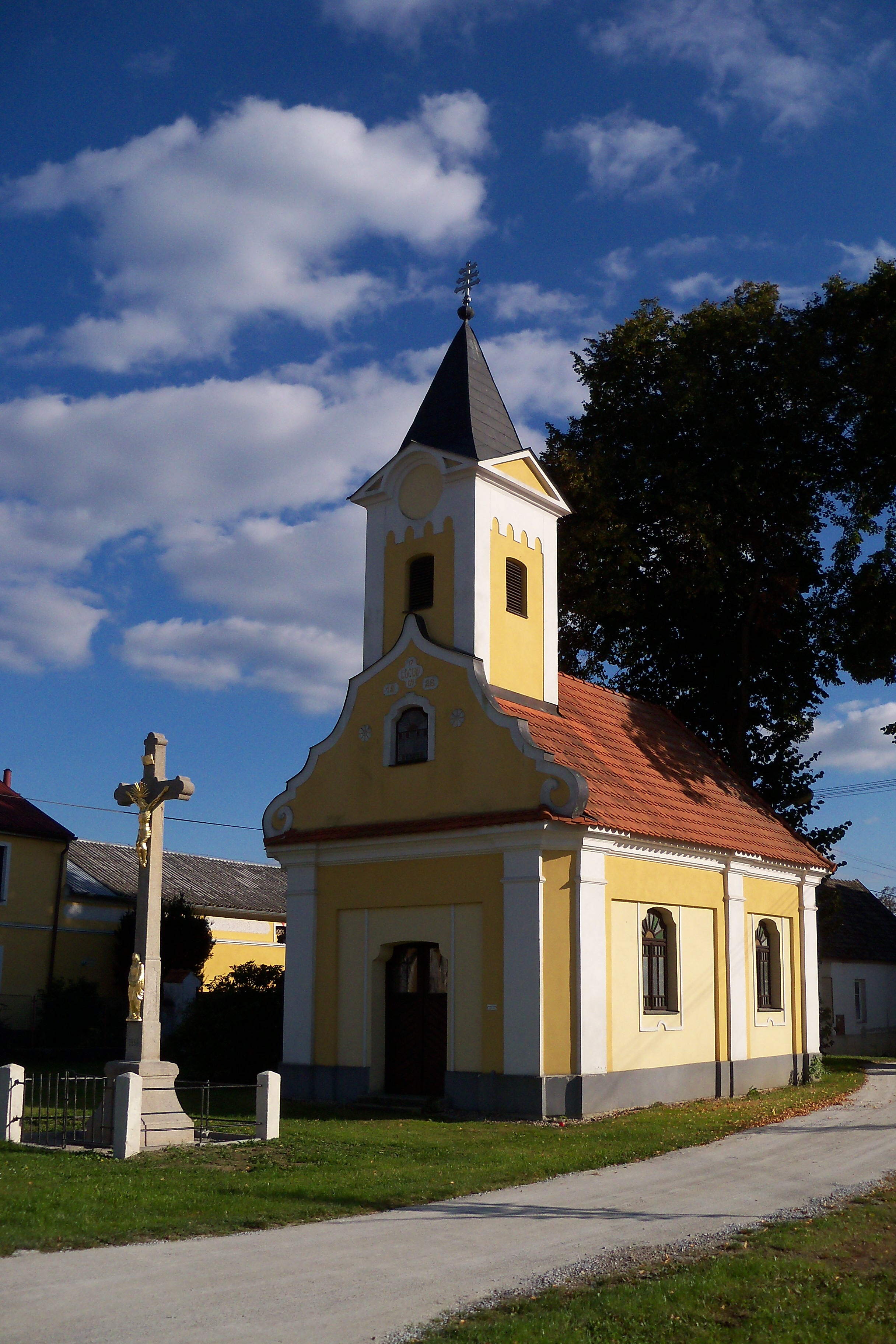
Kaple na návsi
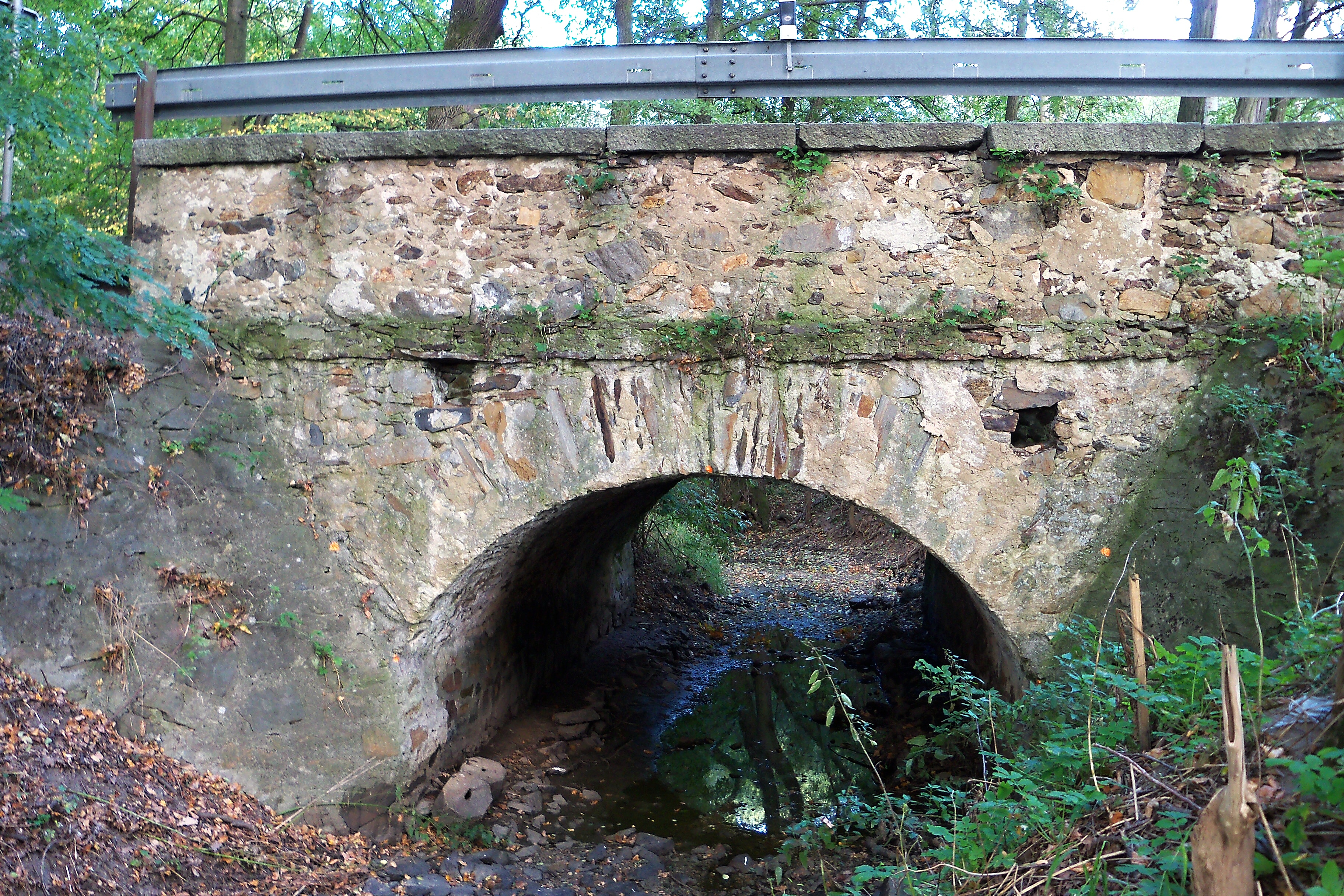
Kamenný most přes Zlatou stoku
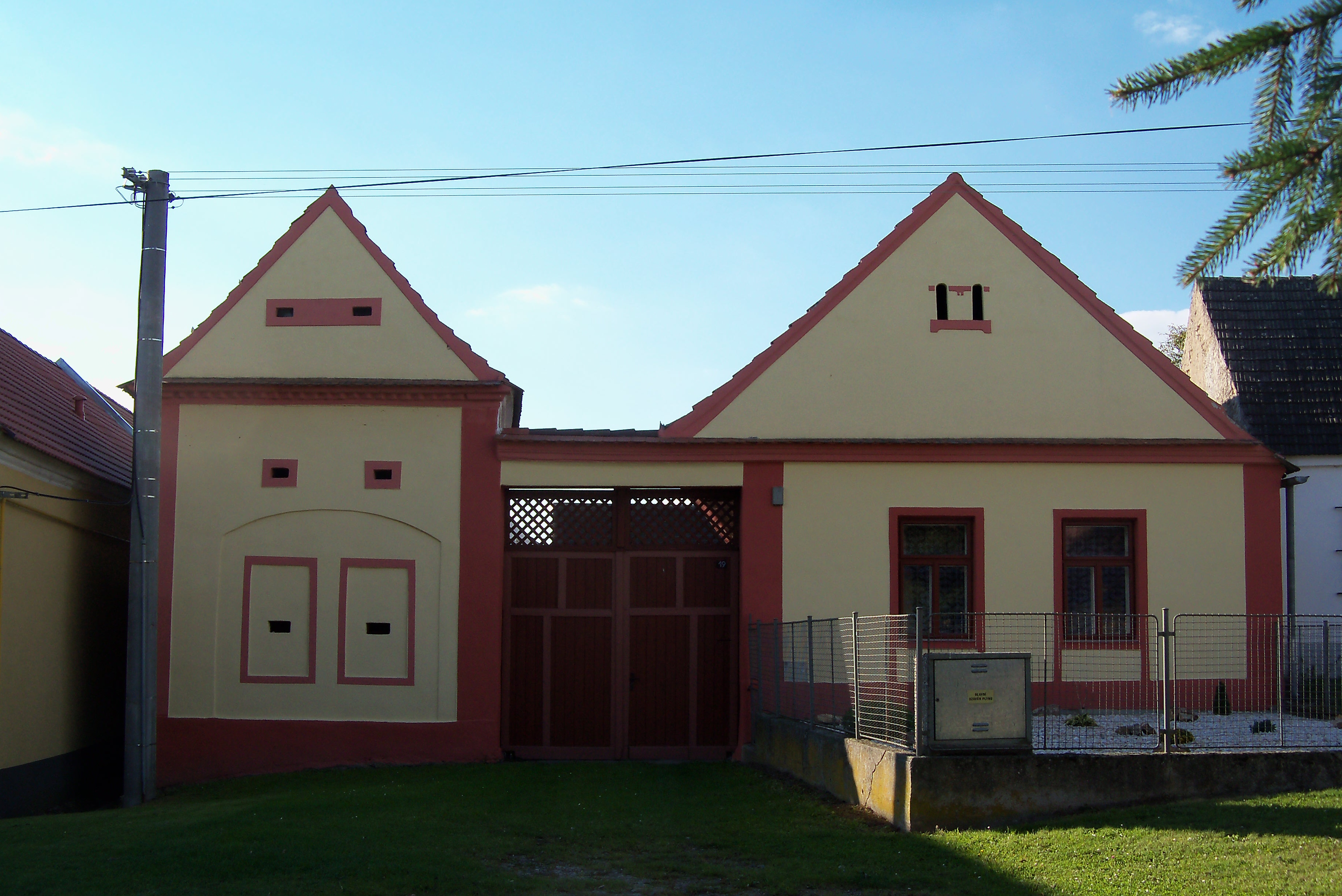
Usedlost čp. 19